# Красники, Робин
Робин Красники (нем. Robin Krasniqi; род. 1 апреля 1987, Юник, Метохия, Югославия) — немецкий боксёр-профессионал, выступающий во второй средней и в полутяжёлой весовых категориях.
Среди профессионалов бывший временный чемпион мира по версии WBA (2020—2021) и чемпион мира по версии IBO (2020—2021), претендент на титулы чемпиона мира по версиям WBA (2014) и WBO (2013), двукратный интернациональный чемпион по версии WBO (2012, 2014), континентальный чемпион по версии WBA (2014), чемпион Европы по версии WBO (2011—2012) в полутяжёлом весе. Бывший интерконтинентальный чемпион по версиям WBA (2016) и WBO (2016), чемпион Европы по версии EBU (2018—2019) во 2-м среднем весе.

## Профессиональная карьера
Робин Красники дебютировал на профессиональном ринге 20 октября 2005 года, проиграв по очкам Свену Хаселхухну (дебют). Но в 2008 году сумел взять реванш, победив Хаселхухну единогласным судейским решением.
5 января 2006 года провёл свой третий поединок на профессиональном ринге, проиграв по очкам румыну Адриану Серенеаге (дебют), но уже в сентябре того же года взял реванш. После второго поражения (с января 2006 года) и до октября 2011 года провёл 34 рейтинговых поединка и во всех одержал победу.
21 октября 2011 года завоевал вакантный титул чемпиона Европы в полутяжёлом весе по версии WBO, провёл одну успешную защиту титула. 25 августа 2012 года победил ранее непобеждённого немецкого спортсмена Сердар Сахин (20-0) и завоевал вакантный титул интернационального чемпиона по версии WBO, провёл одну успешную защиту титула, после чего стал претендовать на титул чемпиона мира по версии той же организации. 20 апреля 2013 года провёл поединок против чемпиона мира по версии WBO Нэйтена Клеверли (25-0) за принадлежащий ему чемпионский титул, но проиграл единогласным судейским решением.
28 марта 2014 года нокаутировал непобеждённого ганского боксёра Эммануэль Дансо (20-0) и завоевал титул интернационального чемпиона по версии WBO. 26 июля того же года победил украинского боксёра Александра Червяка и добавил к имеющимся титул континентального чемпиона по версии WBA. 20 декабря 2014 года победил единогласным судейским решением польского спортсмена Дариуша Сека (21-1-1) и защитил титулы WBA Continental и WBO International. 21 марта 2015 года проиграл поединок за титул чемпиона мира по версии WBA Юргену Бремеру.
После поражения от Бремера Красники перешёл из полутяжёлой весовой категории во вторую среднюю. 15 июня 2016 года победил раздельным судейским решением Юргена Доберштейна (20-2-1) и выиграл титулы интерконтинентального чемпиона по версиям WBA и WBO. 22 апреля 2017 года в рейтинговом поединке проиграл бывшему чемпиону миру Артуру Абрахаму (45-5). 2 июня 2018 года победил Станислава Каштанова (36-2) и выиграл вакантный титул чемпиона Европы по версии EBU. 17 ноября того же года защитил титул, победив испанского боксёра Ронни Ландаэта (16-0). 11 мая 2019 года проиграл единогласным судейским решением титул чемпиона Европы немецкому боксёру Штефану Хертелю (17-1).

## Статистика профессиональных боёв
В таблице перечислены результаты всех поединков боксёров.
В каждой строке указан результат поединка. Дополнительно номер поединка обозначен цветом, который обозначает итог поединка. Расшифровка обозначений и цветов представлена в нижеследующей таблице.
| Пример | Расшифровка                     |
| ------ | ------------------------------- |
|        | Победа                          |
|        | Ничья                           |
|        | Поражение                       |
|        | Планируемый поединок            |
|        | Поединок признан несостоявшимся |
| КО     | Нокаут                          |
| ТКО    | Технический нокаут              |
| PTS    | Решение судей (по очкам)        |
| UD     | Единогласное решение судей      |
| MD     | Решение большинства судей       |
| SD     | Раздельное решение судей        |
| RTD    | Отказ от продолжения боя        |
| DQ     | Дисквалификация                 |
| NC     | Поединок признан несостоявшимся |

| 58 поединков, 51 победа (19 нокаутом), 7 поражений. | 58 поединков, 51 победа (19 нокаутом), 7 поражений. | 58 поединков, 51 победа (19 нокаутом), 7 поражений. | 58 поединков, 51 победа (19 нокаутом), 7 поражений. | 58 поединков, 51 победа (19 нокаутом), 7 поражений. | 58 поединков, 51 победа (19 нокаутом), 7 поражений. | 58 поединков, 51 победа (19 нокаутом), 7 поражений.                                                                  | 58 поединков, 51 победа (19 нокаутом), 7 поражений. |
| Бой                                                 | Рекорд                                              | Дата боя                                            | Соперник                                            | Место проведения боя                                | Раундов, время                                      | Дополнительно |                                                     |
| --------------------------------------------------- | --------------------------------------------------- | --------------------------------------------------- | --------------------------------------------------- | --------------------------------------------------- | --------------------------------------------------- | --- | --------------------------------------------------- |
| 58                                                  | 51-7                                                | 9 октября 2021                                      | Доминик Бёзель (2) (31-2)                           | GETEC Arena, Магдебург, Саксония-Анхальт, Германия  | SD 12 (12)                                          | Счёт: 115-114, 114-115, 112-116. Потерял титул чемпиона мира по версии IBO (1-я защита Красники) в полутяжёлом весе. |                                                     |
| 57                                                  | 51-6                                                | 10 октября 2020                                     | Доминик Бёзель (30-1)                               | GETEC Arena, Магдебург, Саксония-Анхальт, Германия  | KO 3 (12), 2:25                                     | Завоевал титул чемпиона мира по версиям WBA (временный) и IBO (1-я защита Бёзеля) в полутяжёлом весе.                |                                                     |